# Serie A 1937-1938 (hockey su ghiaccio)
La stagione 1937-1938 è stato il primo anno del campionato svizzero di hockey su ghiaccio di seconda divisione, e ha visto la promozione dell'EHC Arosa.

## Classifica finale

### Finale
|       | Risultati |                  |
| ----- | --------- | ---------------- |
| Arosa | ?:?       | Basilea Rotweiss |

## Verdetti
| Serie A 1937-1938 | Serie A 1937-1938 |
| ----------------- | ----------------- |
| Lega Nazionale A  | NEHC Basel        |
| Serie A           | Arosa             |